# Estação Tejipió
A Estação Tejipió é uma estação de metrô do Metrô do Recife, ela é a 9ª estação mais próxima do centro da capital. O movimento da estação é relativamente alto, pois possui um terminal de ônibus , a estação é mais utilizada para quem usa a Linha Centro. Também se usa muito a estação por causa do seu terminal de ônibus.
O Metrorec convencionou que as construções das estações seguiriam a seguinte classificação: Estações do Tipo 1, Estações do Tipo 2 e Estações especiais.
As estações do tipo 1 têm as seguintes características: as bilheterias estão instaladas de ambos os lados das vias: via 1 (sentido Recife-Camaragibe/Jaboatão) e via 2 (sentido Camaragibe/Jaboatão-Recife). A SCO (Sala do Coordenador da estação) fica acima da via, sendo acessada por escadarias, pelo saguão de cada entrada da estação. A estação Tejipió se enquadra na classificação de estação do tipo 1.